# Metaxalone
Metaxalone, est une molécule utilisée comme médicament myorelaxant et vendue, entre autres, sous la marque Skelaxin.

## Usage médical
C'est un relaxant musculaire utilisé pour traiter la douleur due aux affections musculo-squelettiques. Il ne s'est pas révélé utile dans la paralysie cérébrale. Il est pris par voie orale. Il peut être utilisé en association avec le repos et la physiothérapie.

## Effets secondaires
Les effets secondaires courants comprennent la somnolence, les étourdissements, les maux de tête, les nausées et l'irritabilité; d'autres effets secondaires peuvent inclure l'anaphylaxie, les éruptions cutanées, la jaunisse, le syndrome sérotoninergique et un faible nombre de cellules sanguines. La sécurité pendant la grossesse n'est pas claire. Le mode d'action exact n'est pas connu, mais il pourrait être dû à une dépression générale du système nerveux central.

## Histoire
Le métaxalone a été approuvé pour un usage médical aux États-Unis en 1962. Aux États-Unis, 30 comprimés coûtent environ 24 dollars américains. Il y a une utilisation ; cependant, ce n’est généralement pas recommandé.